# 外周循环肿瘤细胞
外周循環腫瘤细胞（Circulating Tumor Cell，簡稱CTC），是指由腫瘤組織脫落後，進入血管或淋巴管系统中的腫瘤細胞， 由於其可以藉由血液循環擴散至其他器官，進而形成腫瘤遠端轉移的能力，常被稱為癌症轉移的「種子」(seeds)。  CTC的檢測與分析可以協助癌症早期診斷及個人化療等治療手段的選擇 ，其中一種名為CellSearch的方法在乳腺癌、結腸直腸癌和前列腺癌的診斷上已受美國食品藥物管理局核可。 